# Giscó (pare d'Hasdrúbal)
Giscó (en púnic: 𐤂‬𐤓𐤎𐤊‬𐤍‬ grskn; en grec antic: Γίσκων, llatí: Gisco) fou un general cartaginès de la Guerra dels mercenaris, i va ser el pare d'Hasdrúbal Giscó i probablement de l'Hamílcar que comandà les tropes a Malta en la Segona Guerra Púnica.
Després del Tractat de Lutaci (241 aC), que significà el final de la Primera Guerra Púnica i la pau amb Roma, Hamílcar Barca va portar les seves forces d'Èrix a Lilibèon i va encomanar a Giscó que les retornàs a Cartago. Per evitar conflictes amb els soldats, cansats i descontents, Giscó els va enviar en destacaments individuals perquè les autoritats de Cartago els poguessin pagar el que els devien i llicenciar-los, però Hannó el Gran i el senat cartaginès els va diferir la paga. Això va provocar el motí dels soldats, la major part mercenaris, que va portar a un conflicte bèl·lic entre Cartago i els mercenaris descontents coneguda com la Guerra dels mercenaris.
Els amotinats, uns 20.000, van ocupar Tunis, a uns 15 km de Cartago, i el senat cartaginès va enviar Giscó a parlamentar, però Espendi i Mató, els líders de la revolta, ordenaren capturar i empresonar Giscó. Els mercenaris revoltats es van aliar als númides de la regió i van emprendre la guerra contra Cartago. De les operacions cartagineses se'n féu càrrec Hamílcar Barca, que va actuar amb enginy, però Espendi i Mató, en una reunió dels rebels, per consolidar la seva autoritat aconseguiren que l'assemblea declaràs la pena de mort per tots els presoners (proposta del gal Autàrit). Malgrat les objeccions de molts de mercenaris, que veien Giscó com a defensor dels seus drets, Giscó i la resta dels 700 presoners foren lapidats i els seus cossos abandonats en una fossa comuna.